# Челюсцин (Ґостинський повіт)
Челюсцин (пол. Czeluścin) — село в Польщі, у гміні Пемпово Гостинського повіту Великопольського воєводства.
Населення — 333 особи (2011).
У 1975-1998 роках село належало до Лешненського воєводства.

## Демографія
Демографічна структура станом на 31 березня 2011 року:
|          | Загалом | Допрацездатний вік | Працездатний вік | Постпрацездатний вік |
| -------- | ------- | ------------------ | ---------------- | -------------------- |
| Чоловіки | 163     | 36                 | 104              | 23                   |
| Жінки    | 170     | 36                 | 84               | 50                   |
| Разом    | 333     | 72                 | 188              | 73                   |